# (1300) Marcelle
(1300) Marcelle est un astéroïde de la ceinture principale, située entre Mars et Jupiter.

## Découverte
Cet astéroïde a été découvert par l'astronome français Guy Reiss le 10 février 1934 à l'observatoire d'Alger, en Algérie alors française. Reiss le nomma du prénom de sa deuxième fille Marcelle.

## Caractéristiques
L'astéroïde (1300) Marcelle mesure 27 kilomètres de diamètre et tourne sur lui-même en 12 heures environ.